# Bistum Leeuwarden
Das Bistum Leeuwarden (lateinisch Dioecesis Leowardensis) war eine in den Niederlanden gelegene römisch-katholische Diözese mit Sitz in Leeuwarden. 

## Geschichte
Das Bistum Leeuwarden wurde am 12. Mai 1559 durch Papst Paul IV. mit der Päpstlichen Bulle Super universas aus Gebietsabtretungen des Erzbistums Utrecht errichtet. Am 15. Februar 1580 wurde das Bistum Leeuwarden aufgelöst.
Das Bistum Leeuwarden war dem Erzbistum Utrecht als Suffraganbistum unterstellt.

## Bischöfe von Leeuwarden
- Remigius Driutius, 1561–1569, dann Bischof von Brügge
- Cunerus Petri, 1569–1580